# Première Classe

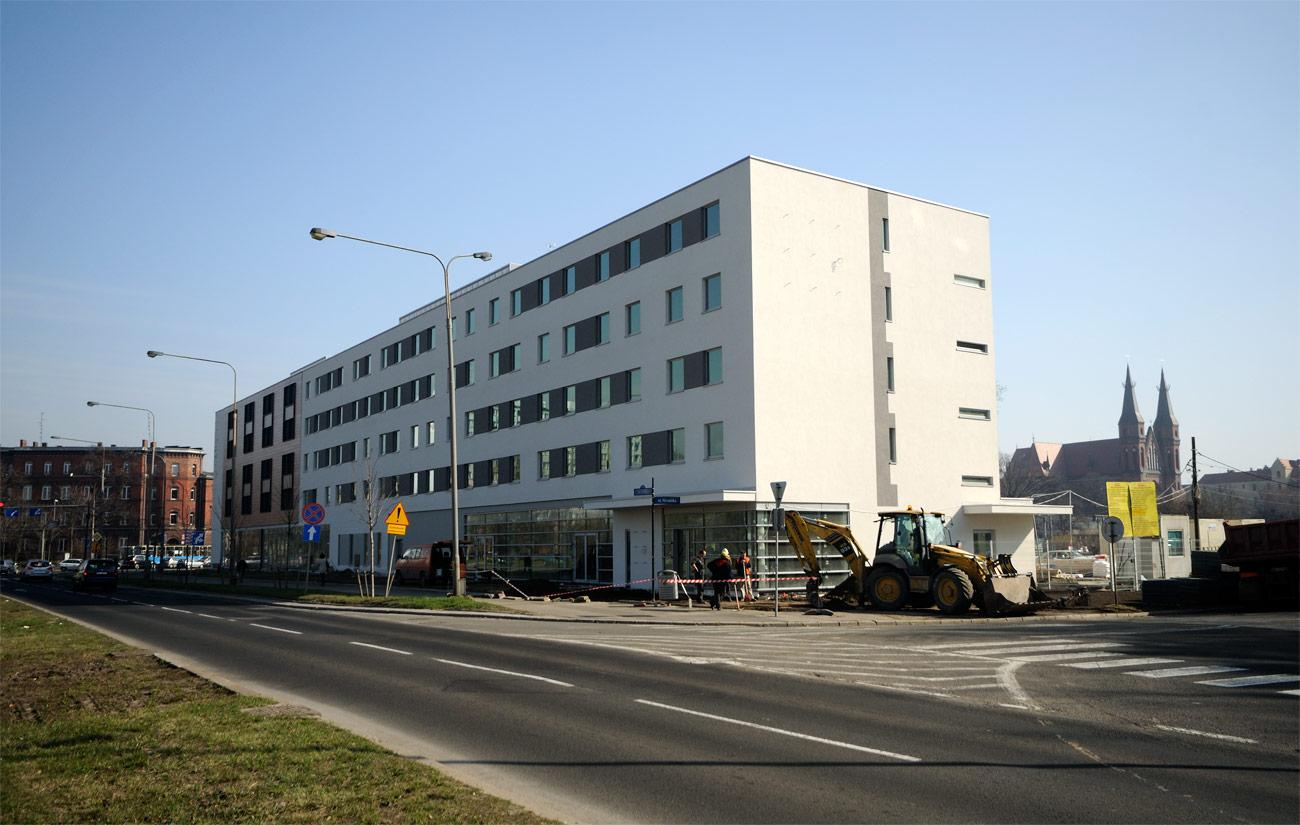
Een Première Classe-hotel in Wrocław (Polen)

Première Classe is een Franse keten van budgethotels van de Louvre Hotels Group.
Première Classe werd in 1989 opgericht en heeft hotels in verschillende landen, het merendeel in Frankrijk. De meeste hotels zijn in handen van de groep zelf, maar er wordt ook met franchises gewerkt.